# Amoreos
Amoreos o Amoreu (en llatí: Amoraeus, en grec antic: Ἀμοραῖος) va ser un rei dels derbicis (derbices) que va fer la guerra contra el rei de Pèrsia Cir II el Gran. Segons Ctèsies el rei Cir va morir en aquella batalla.
Cir en realitat va morir va morir en guerra contra els massàgetes, dirigits per la reina Tòmiris l'any 530 aC.